# BESTOISU!!!!
『BESTOISU!!!!』（ベストイス）とは、日本のバンド、POLYSICSの2枚目のベスト・アルバムである。2010年1月13日に発売された。発売元はキューンレコード。

## 概要
- バンドのメジャーデビュー10周年を記念したベストアルバム。収録曲は前作ベスト『POLYSICS OR DIE!!!!』以降、ヤノ加入後に発表された楽曲を中心に構成されている。また、同年3月に行われる武道館公演をもってカヨが脱退したため、4人体勢でリリースされた最後のCDとなった。
- 初回生産限定盤と通常盤の2形態でリリース。初回盤は未発表曲・メンバー厳選ライブテイク・海外盤のみのトラックなど貴重な音源を収録したCD付き2枚組。
- ソニーミュージックのWebサイトでは、ハヤシが本アルバムの収録曲全曲を解説した、「ハヤシによるBEST ALBUM 『BESTOISU!!!!』全曲解説!!!!」というページが展開された。

## 収録曲

### DISC1 / POLYSICS BEST
1. Baby BIAS
4thシングル
2. Young OH! OH!
12thシングル
3. Rocket
9thシングル
4. Digital Coffee
9thアルバム『We ate the machine』収録曲
5. Electric Surfin' Go Go
6thシングル
6. White Snake
未発表曲
7. I My Me Mine
7thアルバム『Now is the time!』収録曲
8. Beat Flash
11thシングル曲（両A面）
9. Pretty Good
10thシングル
10. 人生の灰
8thアルバム『KARATE HOUSE』収録曲
11. Shizuka is a machine doctor
8thシングル「Catch On Everywhere」カップリング曲
12. Catch on Everywhere
8thシングル
13. Boys & Girls
9thアルバム『We ate the machine』収録曲
14. シーラカンス イズ アンドロイド
5thシングル
15. Speed Up
10thアルバム『Absolute POLYSICS』収録曲
16. Shout Aloud!
11thシングル（両A面）
17. You-You-You
7thシングル

### DISC2 / POLYSICS RARE & LIVE （初回生産限定盤のみ）
1. Too Much Tokyo
未発表曲
2. VIVA!
未発表曲
3. First Aid (Alternative Version)
10thアルバム『Absolute POLYSICS』収録曲の未発表バージョン。
4. I Say I Don't Want
未発表曲
5. Moog is Love (English Version)
9thアルバム『We ate the machine』US盤に収録の全英詞バージョン。
6. Metal Coconuts
7thアルバム『Now is the time!』UK盤にのみ収録されていた楽曲。
7. Rain Rain Rain
7thアルバム『Now is the time!』US盤にのみ収録されていた楽曲。
8. Super Sonic
7thアルバム『Now is the time!』UK盤にのみ収録されていた楽曲。
9. XCT (Live at ROCK IN JAPAN FES. 2007)
10. S.V.O (Live at 新宿LOFT)
11. FOR YOUNG ELECTRIC POP (Live at ROCK IN JAPAN FES. 2009)
12. 夏 Bam Bam
10thアルバム『Absolute POLYSICS』の初回特典DVD『ノーカット・ノンストップ収録! POLYSICSのレコーディング全貌6時間!』において制作された楽曲。今回初CD化。